# Lindenhof
Le Lindenhof est une colline de moraine et un jardin public situé dans le centre historique de la ville suisse de Zurich.

## Topographie
La colline du Lindenhof, appelée Sihlbühl sur sa face nord, domine le quartier homonyme de la vieille ville de Zurich. Elle est bordée au nord par le poste de police de l'Uraniastrasse, au sud par l'église Saint-Pierre, à l'ouest par la Bahnhofstrasse et à l'est par la Limmat et le quartier de Schipfe. Restes du glacier de la Linth qui s'est retiré à la fin de la dernière glaciation, elle se dresse a environ 25 mètres au-dessus de la rivière.

## Histoire

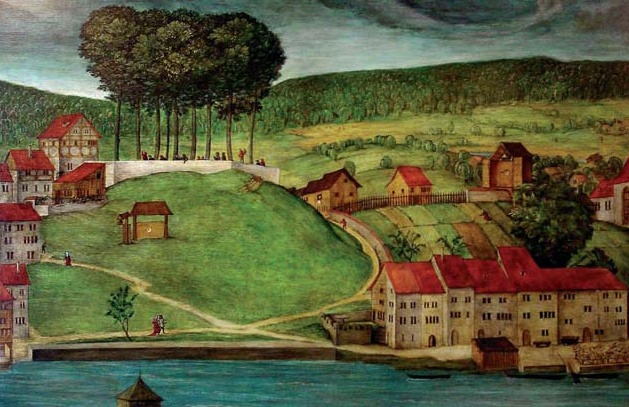
Le Lindenhof et le quartier de Schipfe par Hans Leu le Vieux, fin du XVe siècle.

À l'époque du Néolithique et de l'âge du Bronze, la colline était une île entourée par le lac de Zurich, par la Sihl et par des marais où se trouve de nos jours la place de Münsterhof. Elle représentait donc un lieu idéal pour y construire une fortification, comme en témoignent les objets datant de l'époque du Bronze moyen (environ 1500 av J.-C.) mis au jour dans le quartier voisin de Schipfe,. Au même endroit, les archéologues ont également découvert un oppidum datant de la période de la Tène lors de fouilles menées successivement en 1989, 1997, 2004 et 2007,.
En l'an 15 av. J-C, les beaux-fils d'Augustus Drusus and Tiberius (qui deviendra empereur quelques années plus tard sous le nom de Néron) intègrent le territoire situé sur la rive gauche du lac de Zurich aux provinces de Rhétie et de Germanie supérieure. La colline fait alors partie du vicus de Turicum et se voit chapeautée d'une nouvelle citadelle fortifiée de 4 500 m2 construite pendant le règne de l'empereur Valentinien II (364–375) afin de défendre la région des migrations des Alamans vendant du nord.
Pendant le Moyen Âge, le sommet de la colline est nivelé, devient un mur de soutènement et prend alors l'aspect que nous lui connaissons aujourd'hui. Les ruines de la forteresse romaine furent utilisées en particulier pour construire une grande place (détruite par la suite en 1218) pour célébrer le mariage de l'empereur du Saint-Empire romain germanique Henri IV en 1055. À l'emplacement de l'ancien fort romain est alors construit un palais, puis une chapelle (mentionnée en 1384, mais dont on n'a jamais retrouvé les restes) qui devait faire partie de l'axe processionnal reliant la Wasserkirche, le Grossmünster et le Fraumünster jusqu'à la Réforme protestante.
Après la démolition du palais, la colline, seule place situé à l'intérieur des murs de la ville, fut transformée en parc public avec de nombreux arbres, des tables de pierre ainsi qu'un stand de tir à l'arc et des jeux d'échecs géants. Selon une chronique locale, les 53 tilleuls qui lui donnèrent son nom furent plantés en 1474. Une fontaine, construite en 1688. rappelle la légende du siège de la ville en 1292 par le duc Albrecht I. de Habsbourg. En 1780, le parc change de forme pour devenir géométrique sous l'influence baroque du moment.
En 1851, la loge maçonnique Modestia cum Libertate racheta un bâtiment au sommet de la colline et en fit son temple. À cette occasion, de nombreuses pièces archéologiques datant de l'époque romaine furent découvertes.
De nos jours, la colline accueille les diners offerts par les guildes locales, ainsi que de nombreux spectacles et festivals. Elle est l'un des principales attractions touristiques de la ville de Zurich avec sa vue sur l'ensemble de la vieille ville historique. L'ensemble de la colline et ses sites archéologiques préhistoriques, romains et médiévaux sont inscrits comme bien culturel d'importance nationale.

## Source
- (en) Cet article est partiellement ou en totalité issu de l’article de Wikipédia en anglais intitulé « Lindenhof hill » (voir la liste des auteurs).